# Ley de Hotelling
La ley de Hotelling es la observación, en economía, de que en multitud de mercados es racional para los productores hacer sus productos tan similares como sea posible. A este fenómeno también se le conoce como el principio de mínima diferenciación, e igualmente como el "modelo de ciudad lineal" de Hotelling. La observación fue hecha por Harold Hotelling (1895–1973) en su artículo "Estabilidad en la competencia" publicado en la revista científica Economic Journal en 1929.
El fenómeno opuesto es la diferenciación de producto, que suele considerarse como una ventaja en los negocios si se ejecuta adecuadamente.

## Descripción general
La ley de Hotelling es un modelo económico que analiza cómo las empresas toman decisiones estratégicas de ubicación y precio en mercados donde los consumidores están distribuidos en un espacio físico o conceptual. Es uno de los modelos fundamentales de la competencia espacial, un área de estudio dentro de la organización industrial.
El modelo de Hotelling considera un mercado unidimensional (representado como una línea) en el que los consumidores están distribuidos uniformemente. Las empresas compiten en este espacio ofreciendo un bien homogéneo y eligiendo su ubicación estratégica para maximizar la participación de mercado. Los consumidores seleccionan la empresa que les ofrezca el menor costo total, considerando tanto el precio del producto como la distancia a la que se encuentra la empresa.
El modelo destaca un fenómeno conocido como el principio de mínima diferenciación, donde las empresas tienden a ubicarse lo más cerca posible del centro del mercado. Este comportamiento puede resultar en un exceso de competencia en el espacio central y una subatención a los consumidores de los extremos del mercado.

## Supuestos básicos
Los supuestos fundamentales del modelo son los siguientes:
1. Los consumidores están distribuidos uniformemente en un espacio unidimensional, como una calle o un espectro político.[4]
2. Los costos de transporte son proporcionales a la distancia recorrida, lo que representa un desincentivo para elegir empresas más alejadas.[1]
3. Cada consumidor compra una unidad del bien, y su decisión depende del costo total, que incluye el precio del bien y los costos de transporte.[2]
4. Las empresas son racionales y buscan maximizar sus beneficios seleccionando estratégicamente su ubicación.[5]

## Aplicaciones
El modelo de Hotelling tiene diversas aplicaciones en economía y otras disciplinas:
- Economía urbana y regional: Ayuda a explicar cómo las empresas deciden dónde ubicarse dentro de una ciudad para maximizar su alcance a los consumidores.[6]
- Diferenciación de productos: Analiza cómo las empresas diseñan sus productos para posicionarlos en un "espacio de características", donde las preferencias de los consumidores varían según atributos como calidad, precio o diseño.[7]
- Economía política: El modelo se aplica al análisis de las estrategias de los partidos políticos, que eligen posicionarse en un espectro ideológico para captar la mayor cantidad de votos.[8]
- Marketing: Sirve para entender cómo las marcas posicionan sus productos en mercados competitivos, ya sea física o simbólicamente.[2]

## Críticas y limitaciones
Aunque el modelo de Hotelling es ampliamente utilizado, presenta varias limitaciones:
- Simplicidad excesiva: Representar el mercado como una línea unidimensional es una simplificación que no siempre se ajusta a los mercados reales, que suelen ser multidimensionales.[9]
- Suposición de costos de transporte lineales: En muchos casos, los costos de transporte no son proporcionales a la distancia, especialmente en mercados donde los bienes digitales o servicios intangibles están involucrados.[10]
- Predicción de mínima diferenciación: Estudios posteriores han mostrado que en algunos contextos, las empresas tienden a diferenciarse más para evitar la competencia directa, contradiciendo el principio de mínima diferenciación.[3]

## Extensiones del modelo
El modelo de Hotelling ha sido extendido en varias direcciones para abordar sus limitaciones y adaptarse a contextos más complejos:
- Modelos multidimensionales: Exploran mercados donde los consumidores valoran múltiples atributos simultáneamente, como precio, calidad y conveniencia.[11]
- Competencia con múltiples empresas: Incluyen más de dos competidores para modelar mercados con mayor realismo.[12]
- Costos de transporte no lineales: Consideran escenarios donde los costos de transporte varían de manera más compleja.[13]